# Fólkvangr
En la mitología nórdica, Fólkvangr (del nórdico antiguo "campo de la gente" o "campo del ejército") era el lugar de residencia de la diosa Freyja en el Asgard, el mundo de los Æsir. Freyja recibía en Fólkvangr a la mitad de los caídos en combate, perteneciendo la otra mitad al dios Odín. Fólkvangr es mencionado en la Edda poética, compilado en el siglo XIII de las primeras fuentes tradicionales, y la Edda prosaica, escrito en el mismo siglo por Snorri Sturluson. De acuerdo a la Edda prosaica, dentro de Fólkvangr se encontraba un salón llamado Sessrúmnir. Los expertos han propuesto teorías acerca de las implicaciones de la ubicación.
Fólkvangr es llamado,
donde Freyja gobierna
a los sentados en su salón.
La mitad de los caídos escoge cada día,
y Odín la otra mitad.
Gylfaginning, capítulo 24, Edda prosaica
La residencia de Freyja es listada entre las doce moradas de los dioses en el poema Grímnismál de la Edda poética.